# جورجیا ویلا
جورجیا ویلا (ایتالیایی: Giorgia Villa؛ زادهٔ ۲۳ فوریهٔ ۲۰۰۳) ژیمناست هنری زن اهل ایتالیا است.